# Eupithecia benacaria
Eupithecia benacaria är en fjärilsart som beskrevs av Franz Dannehl 1933. Eupithecia benacaria ingår i släktet Eupithecia och familjen mätare. Inga underarter finns listade i Catalogue of Life.